# Auto motor i sport
Auto motor i sport – czasopismo motoryzacyjne, miesięcznik wydawany pod tym tytułem w latach 1996–2022. Wcześniej (od czerwca 1991 r.) – jako „AUTO International”. Redaktorem naczelnym magazynu był Roman Popkiewicz.

## Główne działy pisma
- testy i porównania aut nowych
- technika, produkcja i sprzedaż samochodów
- prezentacja modeli kultowych
- akcesoria motoryzacyjne
- rajdy samochodowe i wyścigi Formuły 1

Co roku ukazują się zeszyty specjalne „am i s” – „Nowy auto katalog”, „Auta używane”, „Formuła 1”, „Multimedia”.
Średni nakład czasopisma sięga 63 000 egzemplarzy. Właścicielem dziennika jest spółka Motor-Presse Polska Sp z o.o., wchodząca w skład Motor Presse Stuttgart.
18 grudnia 2007 roku ukazał się 200. numer miesięcznika. 16 marca 2012 roku ukazał się 251. numer.